# Bo Hedin
Bo Hedin, född 21 juli 1947, är en svensk journalist och webbpionjär.
Han är son till ekonomichef Svenåke Hedin och Kerstin, född Wilhelmsson. Han gifte sig 1977 med Gun-Maj Sundman.
Bo Hedin utexaminerades 1968 från journalisthögskolan i Stockholm. Han arbetade 1969-1972 vid Expressen och 1972-1994 vid Aftonbladet. Han var nyhetschef när Aftonbladet 1994 blev den första svenska dagstidningen med egen webbplats och var 1994-1996 chef för Aftonbladet Nya Medier. Han var 1997-1999 chefredaktör för Resumé och blev 1999 VD för Resumé Förlag AB. Han blev 2000 publisher och förlagschef vid Bonnier Tidskrifter Business.
Han var webbchef/utvecklingschef på Svenska Dagbladet, men lämnade företaget våren 2009. Han efterträddes av Fredric Karén och är numera konsult i företaget Hedin Media.
Bo Hedin var efter Gota Medias övertagande av Östra Småland och Nyheterna vid nyåret 2010/2011 knuten till företaget under cirka ett och ett halvt år som konsult och chefredaktör (augusti 2011 till februari 2012) för båda titlarna. Hedins tid på tidningarna kännetecknades av ett mycket brant fall i de båda titlarnas upplagor.